# Вівіан Вілсон
Вівіан Дженна Вілсон (англ. Vivian Jenna Wilson; нар. 15 квітня 2004) — найстарша дитина Ілона Маска та Джастін Маск. 2020 року з дозволу батьків здійснила гендерний перехід. Її стосунки з батьком були суперечливими. 2025 року з'явилася на обкладинці «Teen Vogue».

## Ранні роки та гендерна ідентичність
Зачата Джастін Маск за допомогою екстракорпорального запліднення, завдяки якому народилися близнюки Ксав'єр і Гріффін. У 16 років Ксав'єр почав гендерний перехід.
За словами Вілсон, батько використовував ЕКЗ з вибірковою статтю, щоб переконатися, що народиться хлопчик, хоча сам Маск ці слова не коментував. У пари народилося всього п'ятеро дітей: близнюки Ксав'єр і Гріффін і трійня: Кай, Саксон і Даміан. Коли її запитали про стосунки з суродженцями, Вілсон відповіла: «У мене четверо суродженців. Зупинимось на цьому, люба».
За словами Вівіан, батько мало часу приділяв дітям, а коли був поруч, міг бути «жорстоким» і подекуди переслідував її за демонстрацію «жіночності та незвичайності». Маск часто сварив за жіночну поведінку. 2008 року батьки розлучилися, розділивши опіку над дітьми порівну. Навчалася в школі в Санта-Моніці.

### Камінг-аут
В інтерв'ю «Teen Vogue», що набуло широкого розголосу, Вілсон розповіла: "Одного вечора, це була 23:00, я остаточно збагнула, що я -  транс. До того моменту я знала про це кілька місяців, і я подумала: «Я не можу, блядь, цього більше приховувати". Це був момент, коли статеве дозрівання дійсно набирало обертів, і все в моєму житті розвалювалося. У мене постійно траплялися нервові зриви посеред уроків». Вона поділилася цим в Instagram, хоча дуже жалкувала, що не розповіла про це спочатку мамі. Мама підтримала перехід. Батько не був таким прихильним, і, за словами Вілсон, вона не розмовляла з ним місяцями, але попросила дозволу, щоб почати прийом блокаторів тестостерону та гормональної терапії.
Кілька місяців вмовляла батька дозволити лікування гендерної дисфорії. У червні 2022 року Вищий суд округу Лос-Анджелес схвалив її запит на зміну офіційного імені (взявши дошлюбне прізвище матері) і статі у свідоцтві про народження. Заявила, що більше не хоче бути пов'язаною з Ілоном Маском «у будь-якій формі чи форматі». У жовтні 2022 року Маск звинувачував відчужені стосунки з дочкою «неомарксистським» впливом, під який потрапила в елітному університеті, в якому навчалася.
Відкрито критикувала дії Ілона Маска та підтримувала права трансгендерів. Сказала про батька, що він був «холодним», «швидко спалахував», «байдужим і самозакоханим», і що у його рідкісні відвідини дорікав їй за жіночність. Своєю чергою Маск поділився історіями, як вона в дитинстві підспівувала музичним шоу і чотирирічною вибирала вбрання для Маска, описуючи одяг як «казковий». Вілсон стверджує, що ці брехні мають на меті схарактеризувати її як кемп-гея, хоча «нічого з цього ніколи не було», і що «я ніколи не вибирала для нього піджаки, і я точно не називав їх „чудовими“, тому що буквально на біса».
В інтерв'ю Джордан Петерсон у липні 2024 року Маск негативно відгукнувся про перехід Вілсон і назвав її мертвою. Він сказав, що його «обманом» змусили задовольнили її прохання про гормонотерапію, оскільки законодавство Каліфорнії вимагало його дозволу, бо Вілсон на той час не виповнилось 18 років. Зрештою, Маск описав її як «убиту вірусом woke» у зв'язку з її переходом. Додав, що зміна статі Вівіан — це перше, що спонукало «знищити вірус woke».
Після результатів президентських виборів у США 2024 року озвучила свій намір емігрувати зі США у майбутньому, а після суперечливого жесту Ілона на інавгурації Дональда Трампа, описаний як нацистське вітання, вона проголосила «називаймо речі своїми іменами». 2025 року з'явилась на обкладинці «Teen Vogue». Також дала велике інтерв'ю виданню, лише друге інтерв'ю в її біографії.

## Особистість
У «Teen Vogue» про неї написали як «надзвичайно заглиблену в інтернет», при цьому «справді гарна в цьому», що Вілсон пояснює часом, проведеним «в онлайн-спільнотах диваків, які постійно втягуються в драми та намагаються зрозуміти один одного», у період карантиних обмежень через COVID-19. Багато часу проводить у Discord зі своїми друзями та є прихильницею «Королівських перегонів Ру Пола» і Чаппелл Роун.
Відверто говорить про проблеми трансгендерів, але не вважає це активізмом: «я вважаю себе зобов'язаною говорити про проблеми трансгендерів. Як людина, яка перейшла в меншини, я відчуваю, що так багато лиходійства, і я б дуже хотіла привернути увагу про той факт, що трансгендерна допомога неповнолітнім, особливо блокіраторів статевого дозрівання, дуже, дуже важлива». Описала стан американської політики 2025 року як «жаский».

### Політичні погляди
Описує себе як ліву, але відкидає характеристику як марксистку. Висловила підтримку гарантованого мінімуму, безкоштовного медичного обслуговування, зменшення майнової нерівності, а також прав людини на їжу, воду та житло.
За її словами, на політичні погляди вплинуло: «Побачивши таке багатство — надмірне багатство — на власні очі, живучи в Лос-Анджелесі, і спостерігаючи [величезну] проблему бездомності, майновий розрив… Ви починаєте чудуватися, невже це справедливо?» Також пояснила, що її транссексуальність також мала вплив: «Якщо одна зі сторін політичного спектра каже: „Трансгендери — це чоловіки, які вторгаються в простір жінок з будь-якої причини“, і вони намагаються позбавити трансгендерів прав отримувати медичну допомогу та прав транссексуалів і намагаються звести до мінімуму нашу видимість, а одна зі сторін каже: „Ні“, [тоді] це як би вимушено».

## Зображення в біографії Ілона Маска Волтера Айзексона
Вілсон розкритикувала біографію «Ілон Маск» Волтера Айзексона як неточну та несправедливу щодо неї. За її словами, її описали як «радикальну марксистку», тоді як інші описували як «розлючену, бунтівну дитину, засліплену радикальною антикапіталістичною ідеологією, яка завдає болю батькові своїми необдуманими рішеннями». У книзі її часто згадують як «Дженну». Айзексон звертався до Крістіани Маск, дружини брата Ілона Кімбала Маска, але так і не зв'язався з Вівіан до друку книги. Айзексон стверджував, що зв'язався з нею через членів сім'ї.
У серії дописів на Threads у серпні Вілсон сказала, що Айзексон ніколи не зв'язувався з нею, і описала книгу як «по справжньому наклепницьку», сказавши, що в ній навмисно уникали будь-яких її коментарів; на користь спрощення її трансідентичності та неправильного тлумачення причин припинення спілкування, щоб показати її «наївною», «дурною» та «невиправною людиною», щоб показати її існування як «лиходійну передісторію» для зміни політичних поглядів батька на праві.
Пізніше Вілсон відповідаючи на запитання «Teen Vogue», сказала, що «у нього була мета — показати Ілона з найкращого боку або складнішим, ніж він є насправді. Для цього йому потрібно було очорнити трансгендерного підлітка і створити враження, що історія має дві сторони».

## Особисте життя
Живе і навчається в Токіо. Підтримує хороші стосунки з мамою. Описала батька як «жалюгідного незрілого чоловіка». Фінансово дистанціювалася від нього 2020 року, після гендерного переходу. Мріяла працювати перекладачем і для цього вивчала французьку, іспанську та японську мови. Однак розглядала інші можливості, зокрема блогерство на Twitch і модельний бізнес.
Колишня партнерка батька Граймс підтримала перехід Вівіан.